# Ferengi Love Songs
"Ferengi Love Songs" és el vintè episodi de la cinquena temporada de la sèrie de televisió de ciència-ficció estatunidenca Star Trek: Deep Space Nine, el 118è de tota la sèrie. Originalment es van emetre en redifusió a partir del 21 d'abril de 1997. El guió fou escrit per Ira Steven Behr i Hans Beimler i fou dirigit per René Auberjonois.
Ambientada al segle XXIV, la sèrie segueix les aventures a Espai Profund 9, una estació espacial situada prop d'un forat de cuc estable entre els Quadrants Alfa i Gamma de la Via Làctia, prop del planeta Bajor, mentre els bajorans es recuperen d'una brutal ocupació de dècades pels imperialistes cardassians. El Quadrant Gamma acull un imperi hostil conegut com el Domini, governat pels Fundadors que canvien de forma. A les temporades mitjanes de la sèrie, la Federació està amenaçada tant per l'Imperi Klíngon com pel Domini. En aquest episodi, el taverner ferengi de "Espai Profund 9" Quark (Armin Shimerman) visita la seva mare al seu planeta natal, Ferenginar, i descobreix que té una relació sentimental amb el Gran Nagus Zek, el líder del poble ferengi. Mentrestant, de tornada a "Espai Profund 9", el germà de Quark Rom (Max Grodénchik) i la seva promesa Leeta (Chase Masterson) treballen en la seva relació. Aquest episodi és un dels vuit episodis de "Deep Space Nine" dirigit per René Auberjonois, que també va interpretar el paper d'Odo a la sèrie.

## Argument
Deprimit per la seva sort a la vida, sobretot per haver estat inclòs a la llista negra de l'Autoritat Comercial Ferengi, Quark torna a Ferenginar per buscar consol de la seva mare, Ishka. Quark descobreix que el líder ferengi, el Gran Nagus Zek, té una relació sentimental amb Ishka i viu a casa seva.
Zek exigeix que Quark mantingui la seva aventura en secret. Quark està encantat que la seva mare sigui ara l'estimada de l'home més poderós del planeta; tanmateix, Zek es nega a restablir la llicència comercial revocada d'en Quark, recordant-li que depèn de la FCA. Quark torna a la seva habitació, on el Liquidador Brunt, l'agent de la FCA que li va revocar la llicència, s'hi enfronta. Brunt ofereix restaurar la llicència comercial de Quark si separa Zek i l'Ishka. Quark hi està d'acord i fa que Zek dubti dels motius d'Ishka per tal d'acabar amb la seva relació. El pla funciona i la seva mare té el cor trencat. Brunt compleix la seva paraula i renova la llicència comercial.
Zek ofereix a Quark el càrrec de Primer Secretari. Quark accepta de bon grat, i després descobreix que el Nagus ja no és el geni dels beneficis que era abans. Al final del dia, la borsa del mercat ferengi ha experimentat una caiguda dràstica a causa de la memòria deficient del Nagus. Un Quark atordit torna a casa, on Ishka revela que era més que l'amant de Zek: era el poder darrere del tron, ajudant-lo a prendre decisions empresarials. Ishka s'adona que Quark va posar Zek en contra seva i que pot haver destruït l'economia ferengi en el procés.
Brunt revela que el seu pla era deshonrar Zek, permetent que Brunt es convertís en el nou Gran Nagus. Quark se sent culpable pel que ha fet sense voler. L'endemà, Quark salva Zek donant-li prou consells brillants per capgirar la situació econòmica, però després revela que el consell en realitat provenia d'Ishka. Després que Quark admeti haver-los separat, Zek i Ishka es retroben feliçment. Brunt decideix deixar que Quark conservi la seva llicència, només perquè pugui veure'l fracassar de nou en el futur. Mentrestant, Ishka agraeix a Quark la seva ajuda donant-li les figures d'acció de la seva infància que abans pensava que havien estat llençades. Un Quark emocionat agraeix a la seva mare, que diu: "No, gràcies Quark!".
De tornada a "Deep Space Nine", el germà de Quark, Rom, veu com els seus plans de casament descarrilen quan la seva promesa bajorana, Leeta, es nega a signar un acord prenupcial ferengi que diu que renunciarà a tot dret sobre diners i propietats. Rom finalment s'adona que Leeta és més important per a ell que els diners o les tradicions ferengi i dona tots els seus diners a la caritat, i el casament torna a començar.

## Actors convidats
- Max Grodénchik - Rom
- Tiny Ron - Maihar'du
- Chase Masterson - Leeta
- Jeffrey Combs - Brunt
- Cecily Adams - Ishka
- Hamilton Camp - Leck
- Wallace Shawn - Zek

## Recepció
El 2015, Geek.com va recomanar aquest episodi per a la seva guia abreujada de marató de sèries de Star Trek: Deep Space Nine. Nogensmenys, Jamahl Epsicokhan de Jammer's Review considera que aquest episodi, juntament amb el de "Family Business" demostra que els ferengi no encaixen a l'univers de Roddenberry, i considera la història deficient, especialment la subtrama de Rom i Leeta. Per la seva banda, Keith DeCandido li va atorgar 6 punts sobre 10. Considera que la interpretació de Cecily Adams com Ishka és notòriament inferior a la d'Andrea Martin, però que la situació és salvada per Rom i Leeta.
El 2018, CBR va classificar el Gran Nagus Zek, un dels personatges que apareixen en aquest episodi, com el 13è millor personatge recurrent de tot Star Trek.